# Aegomorphus krueperi
Aegomorphus krueperi es una especie de escarabajo longicornio del género Aegomorphus,  subfamilia Lamiinae. Fue descrita científicamente por Kraatz en 1859.
Se distribuye por Bulgaria, Grecia y Serbia. Mide 14-17 milímetros de longitud.